# یواس‌اس اس-۵ (اس‌اس-۱۱۰)
یواس‌اس اس-۵ (اس‌اس-۱۱۰) (به انگلیسی: USS S-5 (SS-110)) زیردریایی که طول آن ۲۳۱ فوت (۷۰ متر) می باشد .این زیردریایی در سال ۱۹۱۹ ساخته شده است.